# Eumolpus
Eumolpus es un género de escarabajos crisomélidos de la subfamilia Eumolpinae.
El nombre Eumolpus se atribuye a Weber, 1801 aunque este nombre fue usado por  Kugelann en Illiger, 1798. Si bien esa era posiblemente otra especie europea. En 2010, la ICZN decidió conservar el nombre Emolpus Weber, 1801, Chrysochus Chevrolat in Dejean, 1836 y Bromius Chevrolat en Dejean, 1836 suprimiendo el uso original de Eumolpus Kugelann in Illiger, 1798. Esto fue aceptado por ICZN en 2012.Illiger, 1798.
Hay 40 especies. Son neotropicales con una especie que llega a Arizona, Estados Unidos.

## Especies
- Eumolpus alutaceus Germar, 1824
- Eumolpus asclepiadeus (Pallas, 1776)[6]
- Eumolpus australis Baly, 1877[7]
- Eumolpus candens[8]
- Eumolpus carinatus Baly, 1877[7]
- Eumolpus clavipalpus Chapuis, 1874
- Eumolpus ignitus (Fabricius, 1787)
- Eumolpus imperialis Baly, 1877[7][9]
- Eumolpus nitidus Baly, 1877[7]
- Eumolpus oliveri Clavareau, 1914
- Eumolpus prasinus Erichson, 1847
- Eumolpus robustus (Horn, 1885) [10][11]
- Eumolpus separatus Baly, 1877[7]
- Eumolpus sophiae Kolbe, 1901
- Eumolpus speciosus Baly, 1877[7]
- Eumolpus subcostatus Lefèvre, 1885
- Eumolpus surinamensis (Fabricius, 1775)
- Eumolpus viriditarsus Springlová, 1960
  - Eumolpus viriditarsus scintillans Springlová, 1960